# Llista de peixos de Mònaco

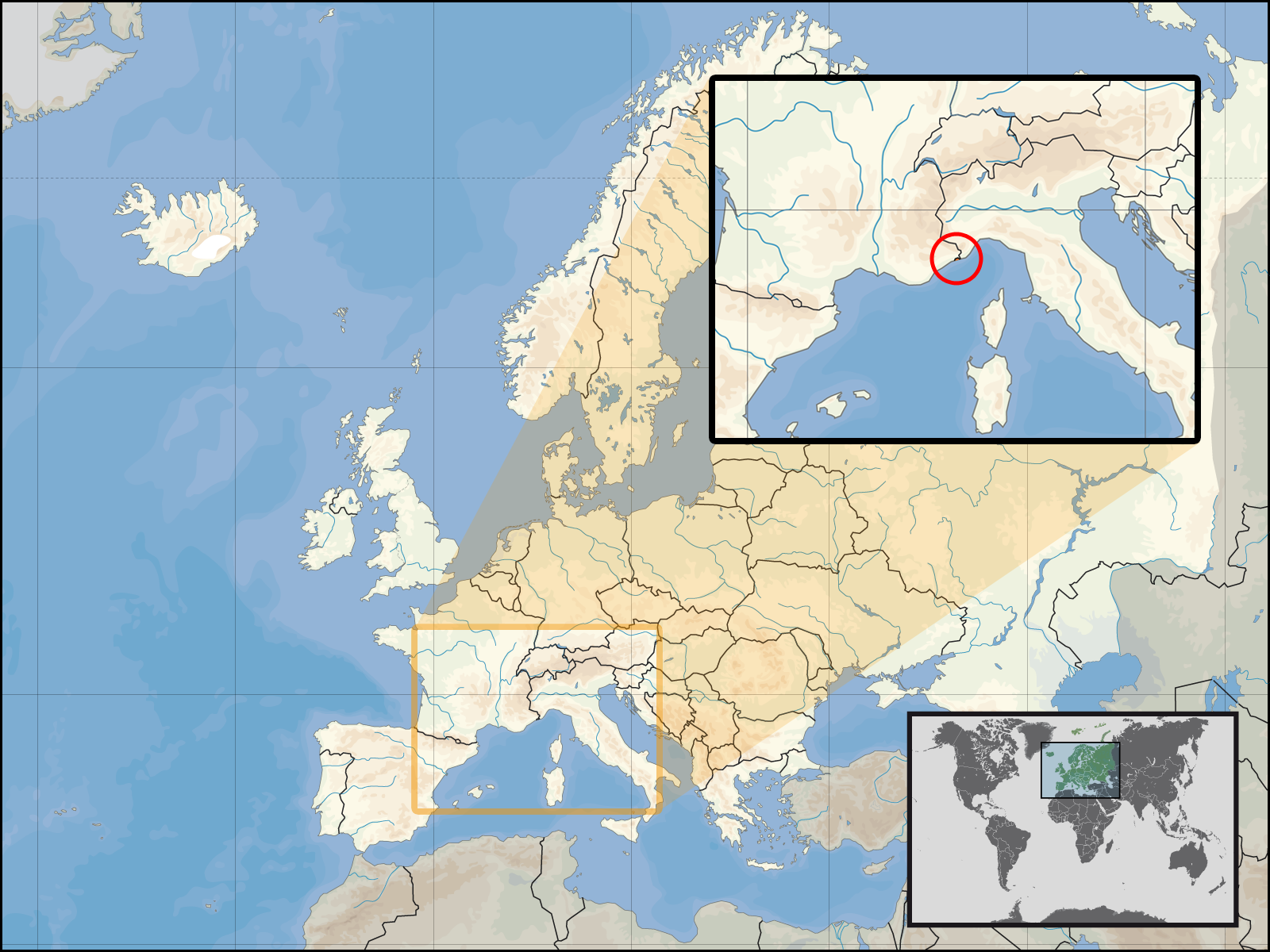
Localització de Mònaco a Europa

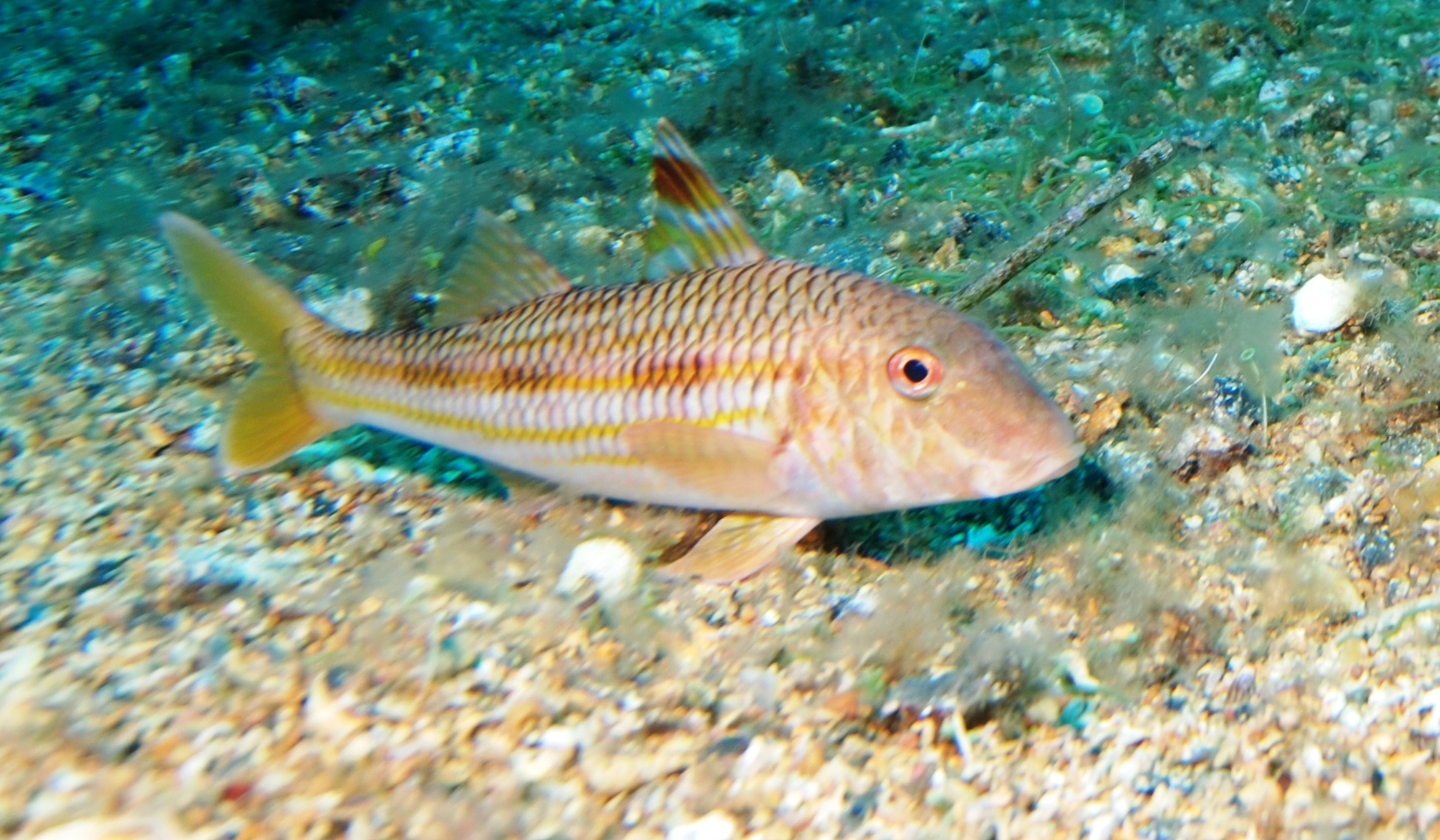
Moll de roca (Mullus surmuletus)

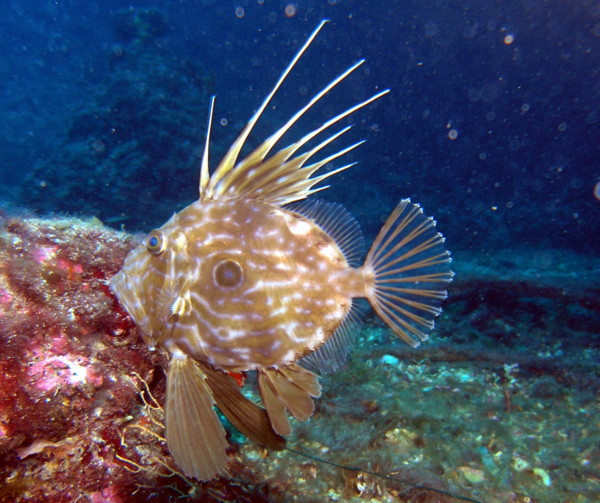
Gall de Sant Pere (Zeus faber)

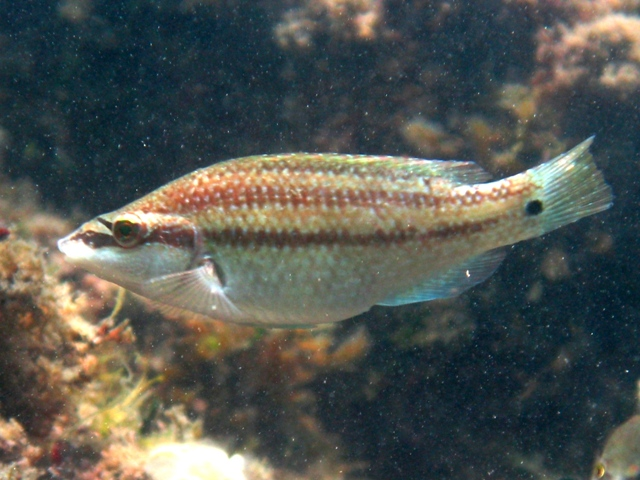
Llavió (Symphodus tinca)

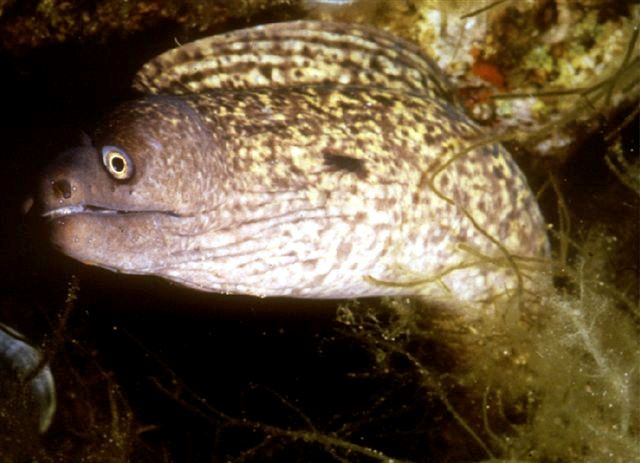
Morena (Muraena helena)

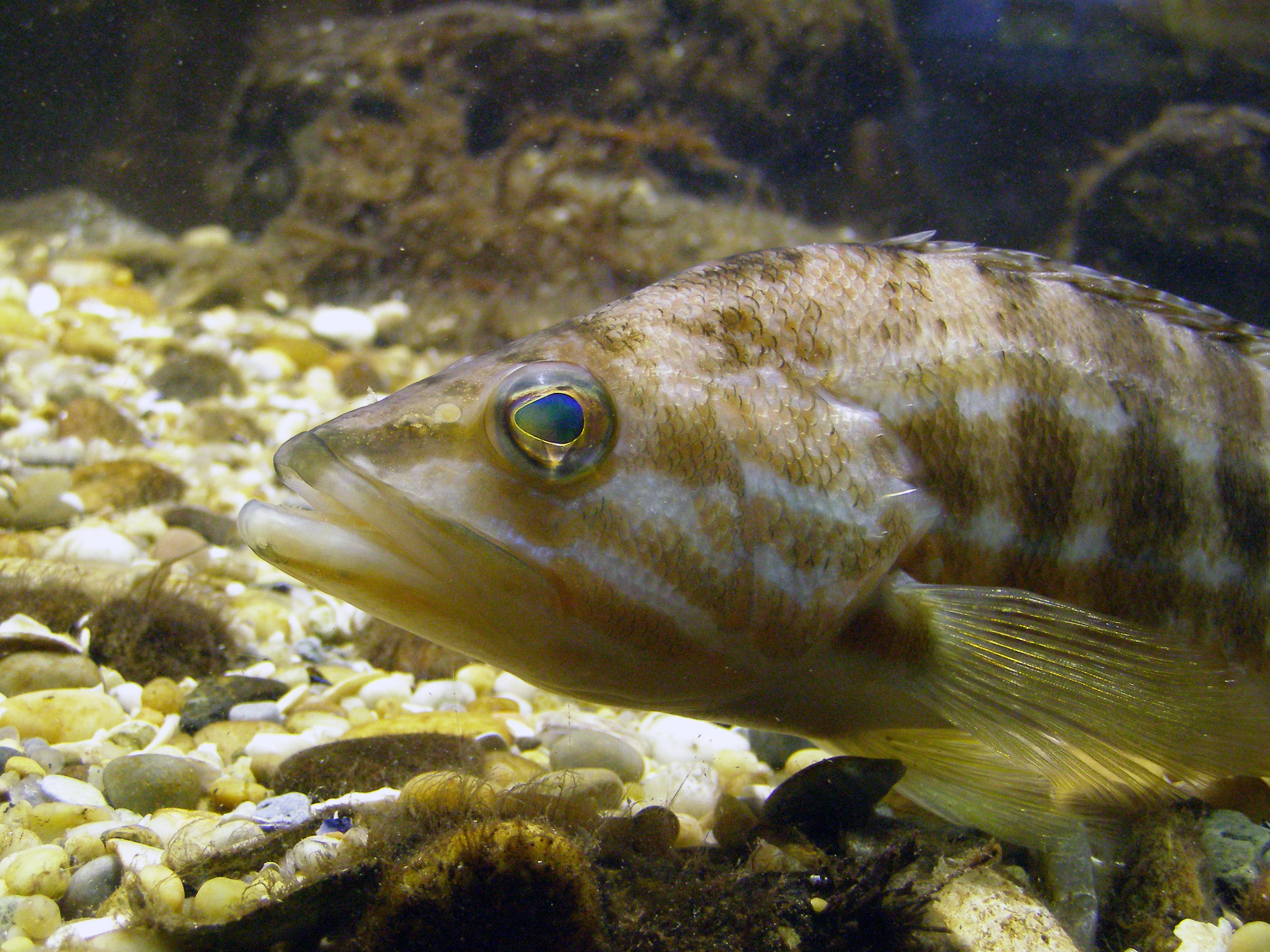
Serranet (Serranus cabrilla)

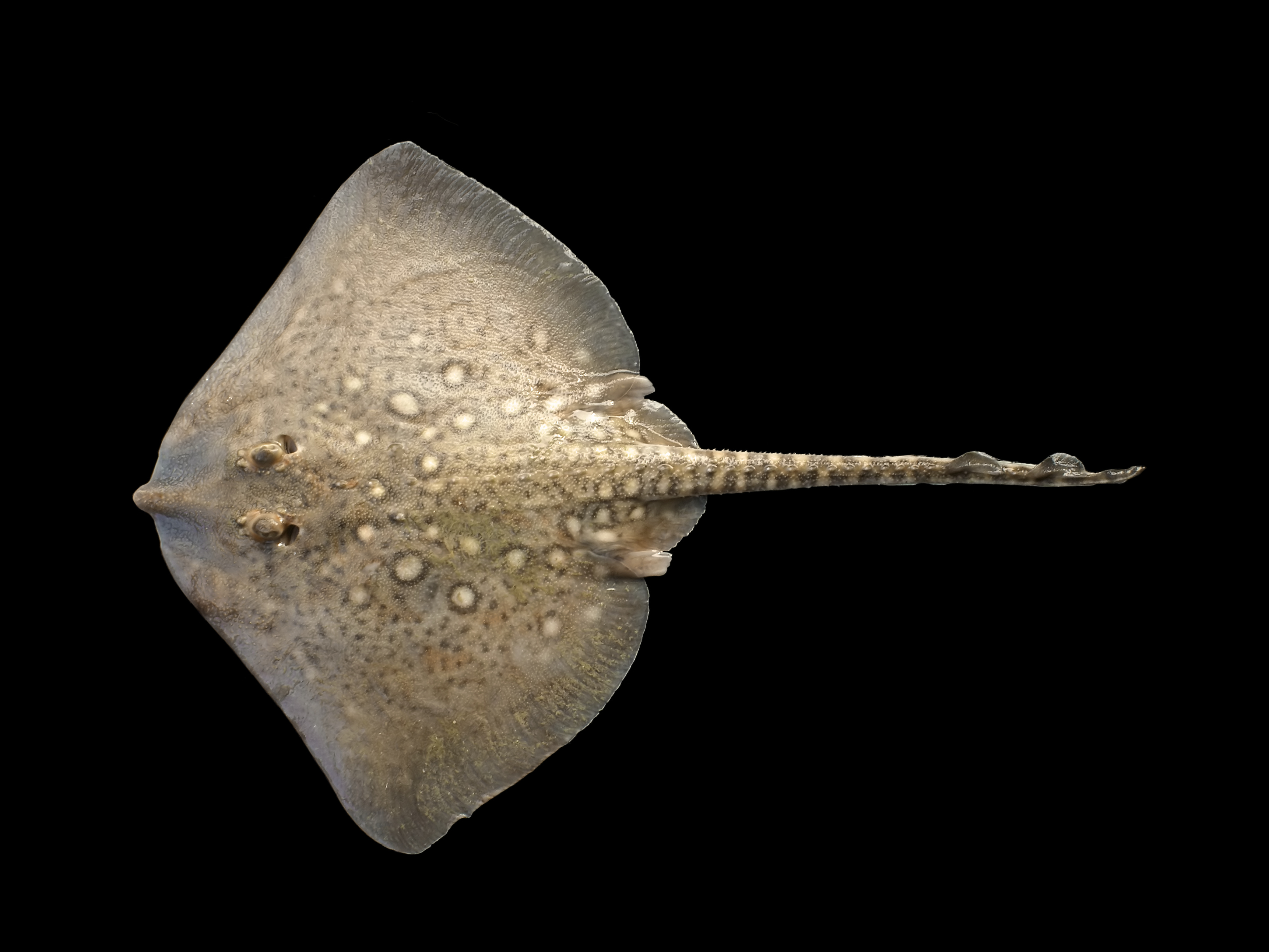
Clavellada (Raja clavata)

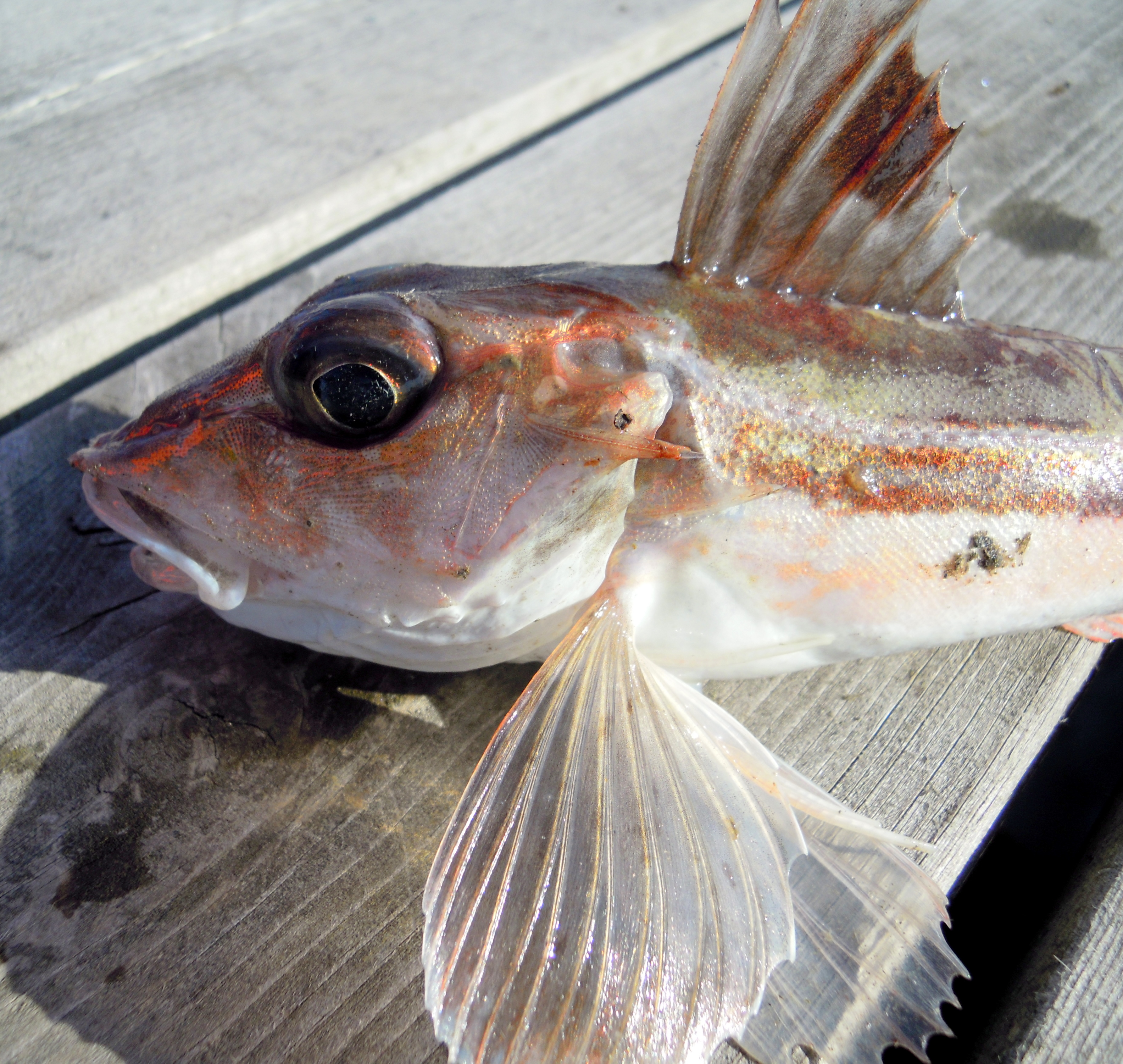
Lluerna verda (Eutrigla gurnardus)

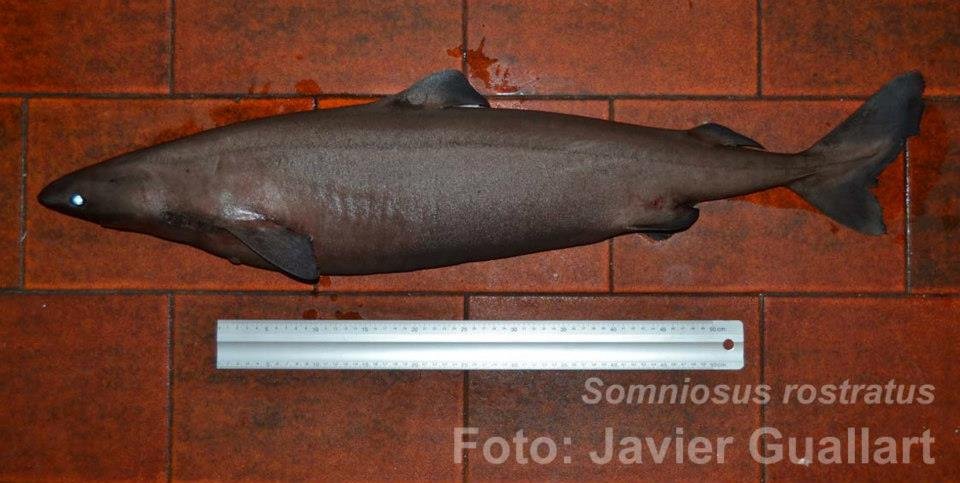
Gutxo boreal (Somniosus rostratus)

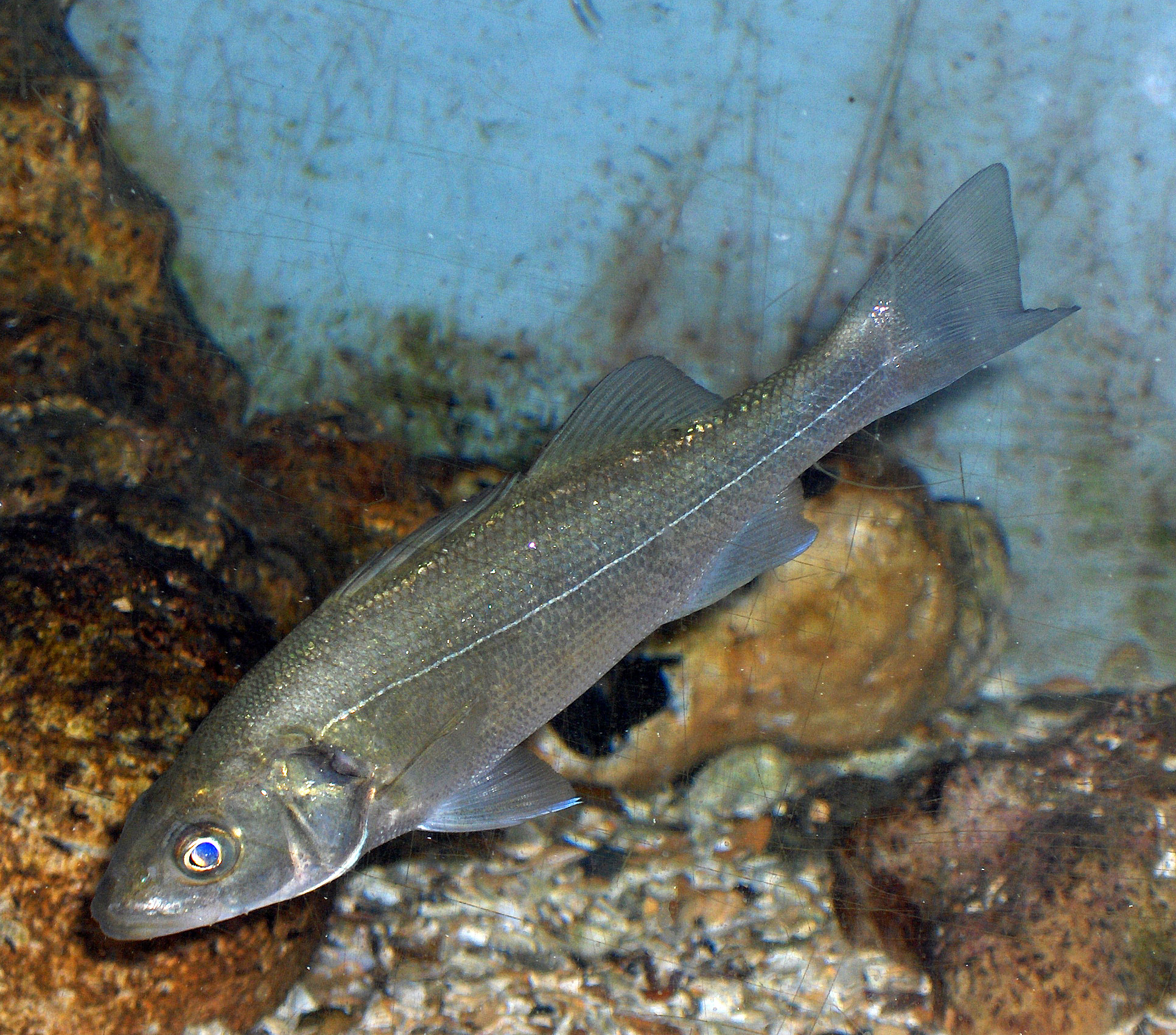
Llobarro (Dicentrarchus labrax)

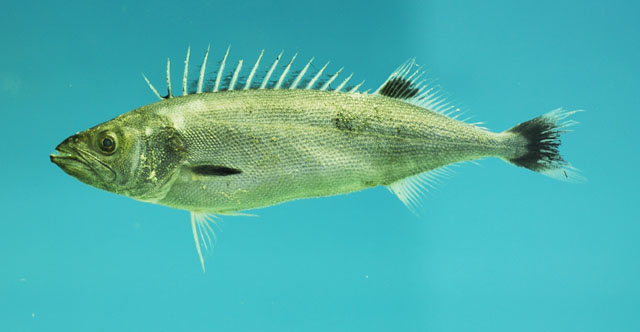
Ruvet (Ruvettus pretiosus)

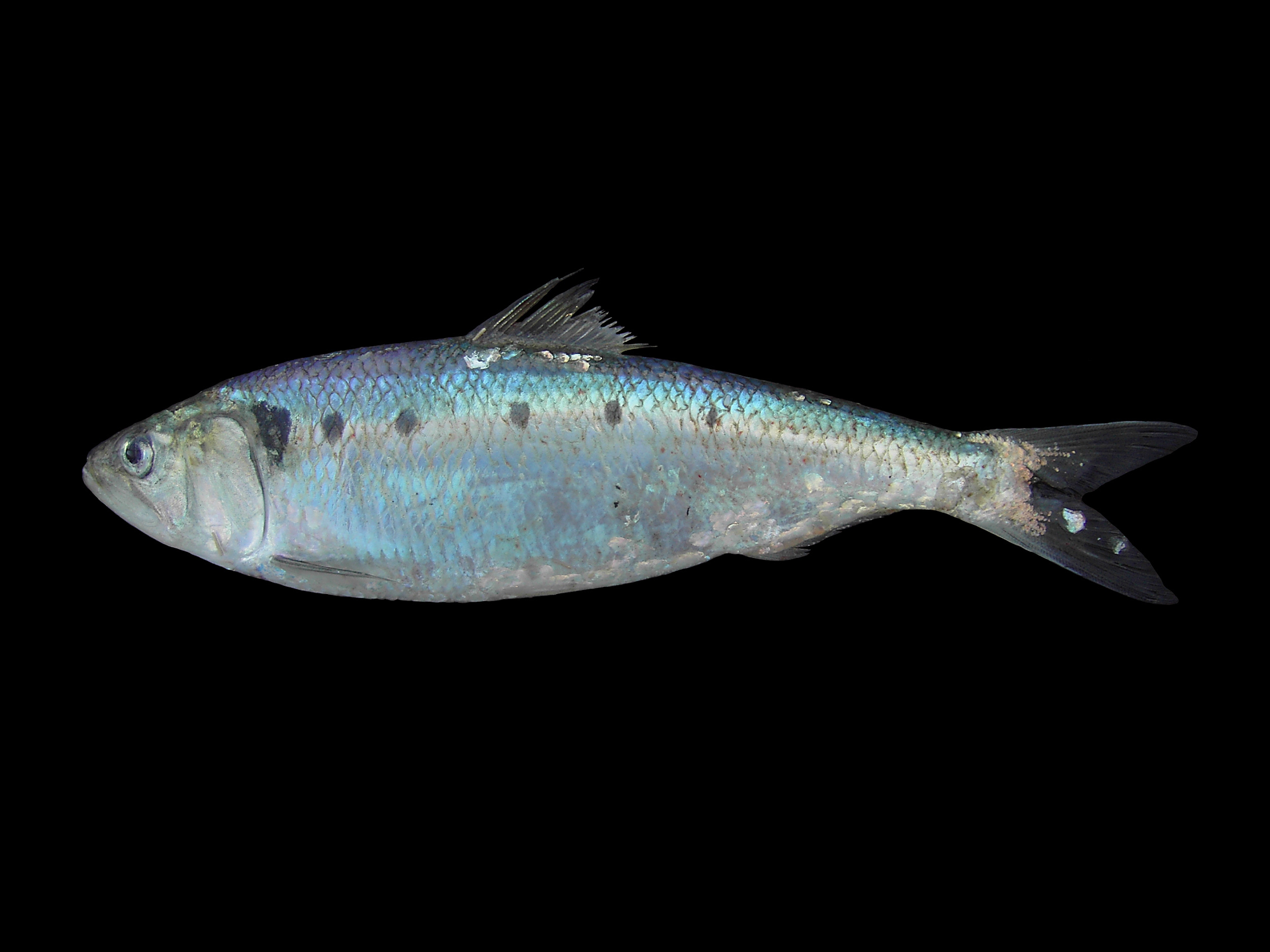
Alosa fallax

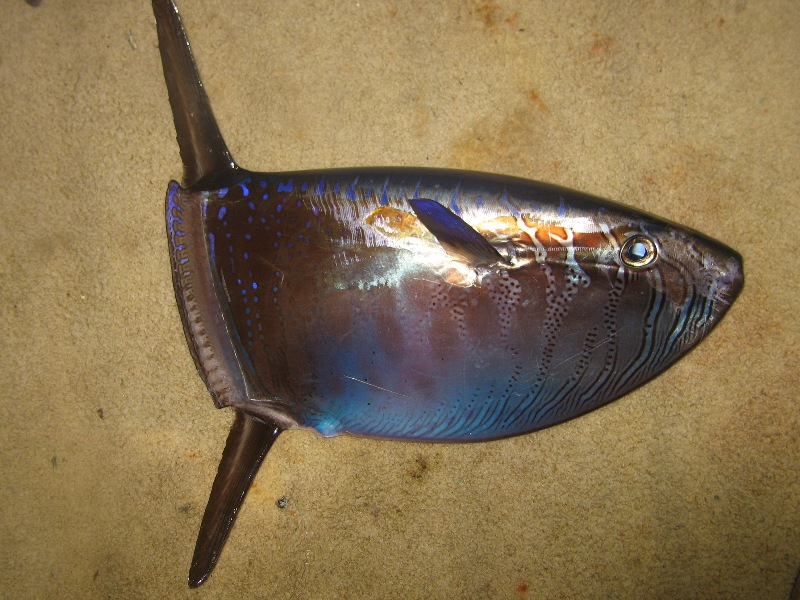
Ranzania laevis

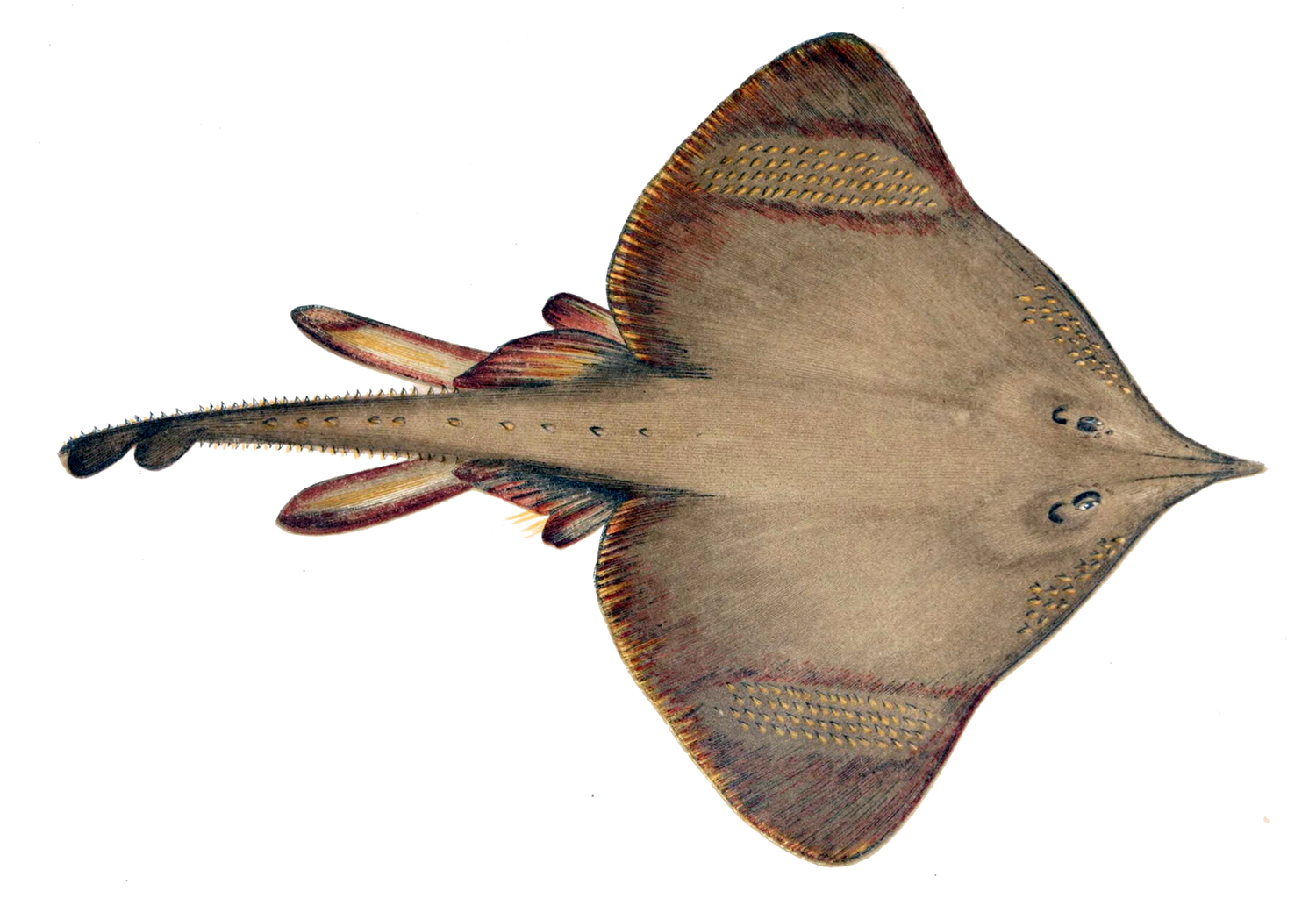
Caputxó (Dipturus oxyrinchus)

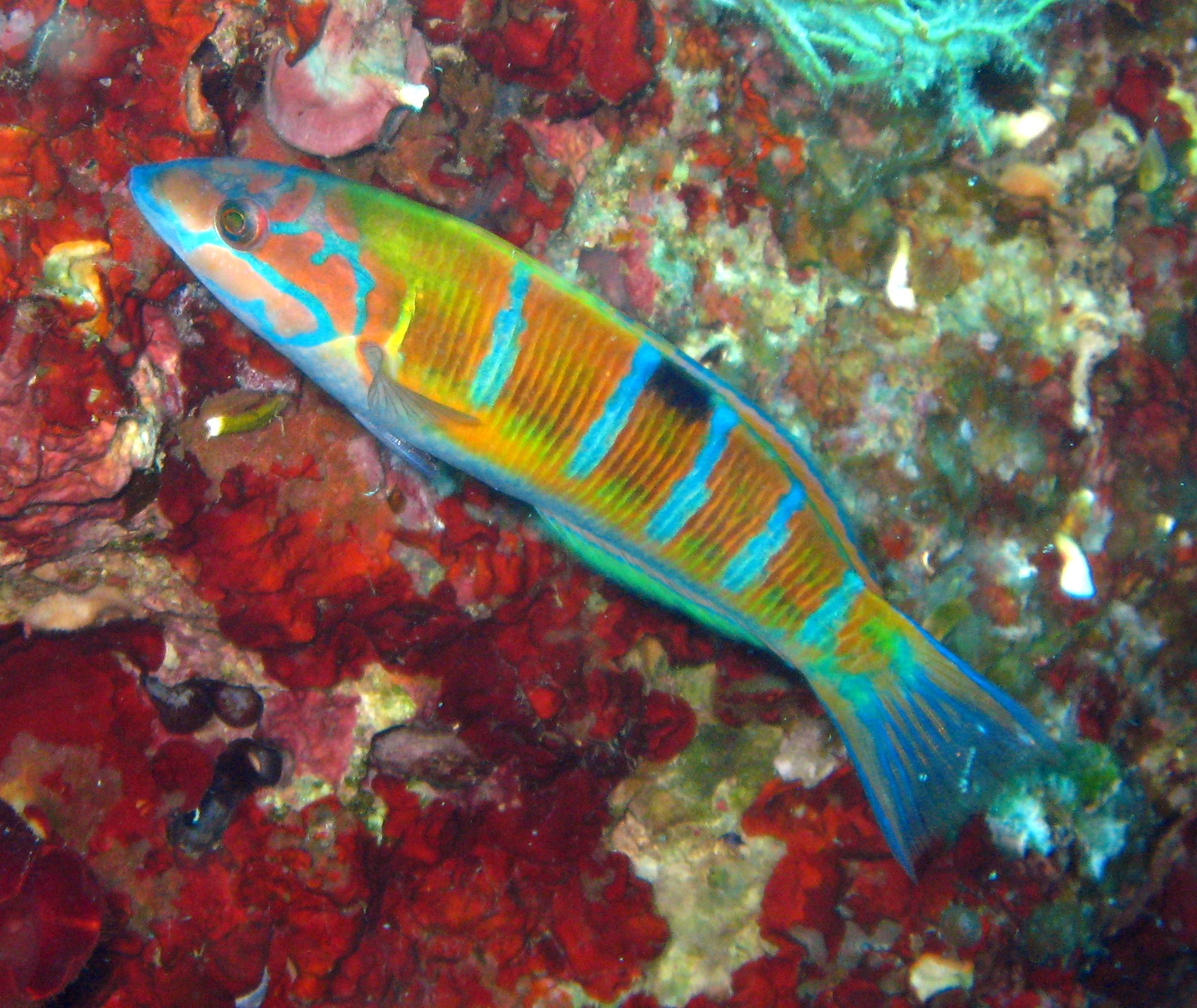
Fadrí (Thalassoma pavo)

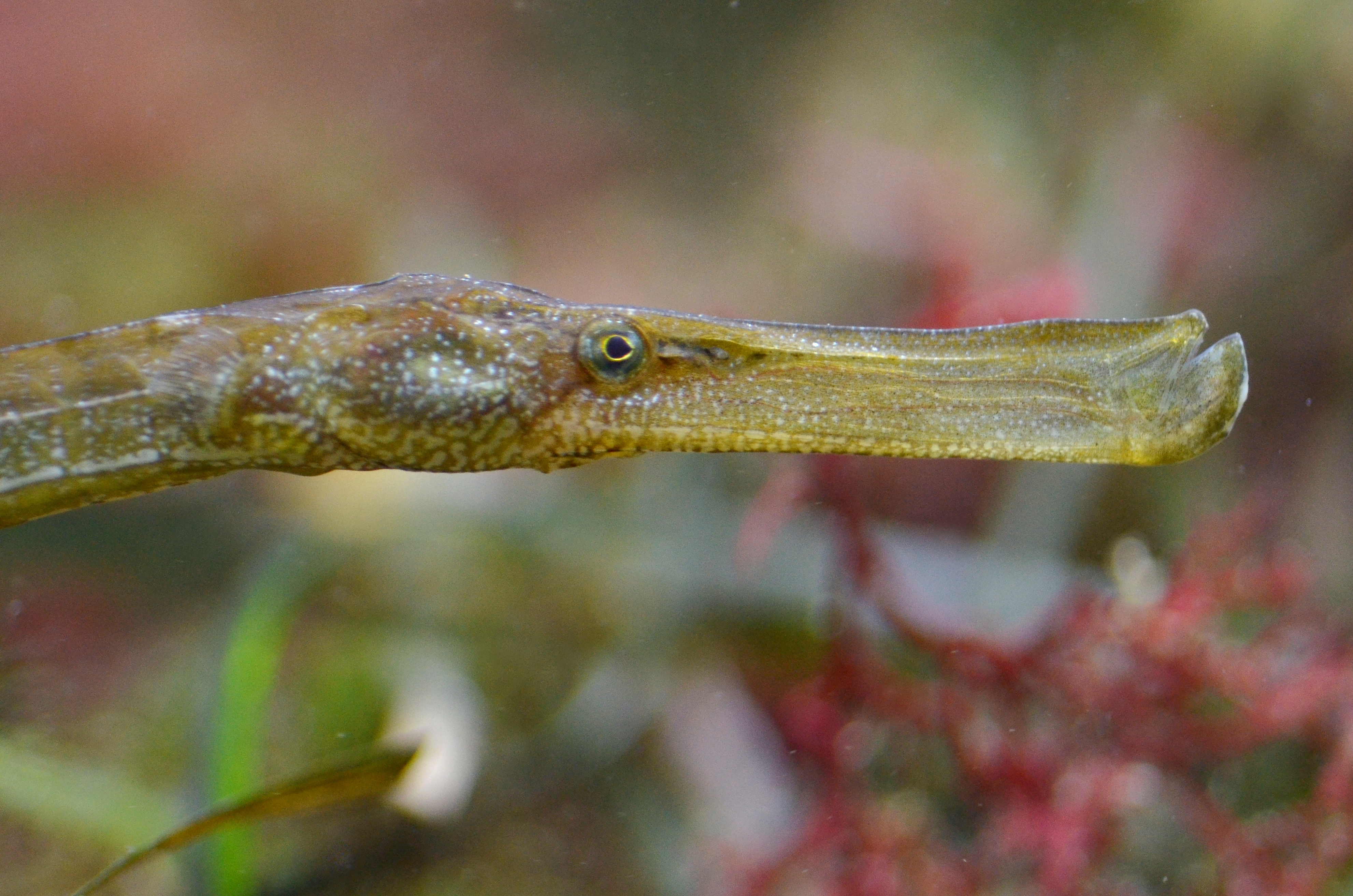
Serpentí (Syngnathus typhle)

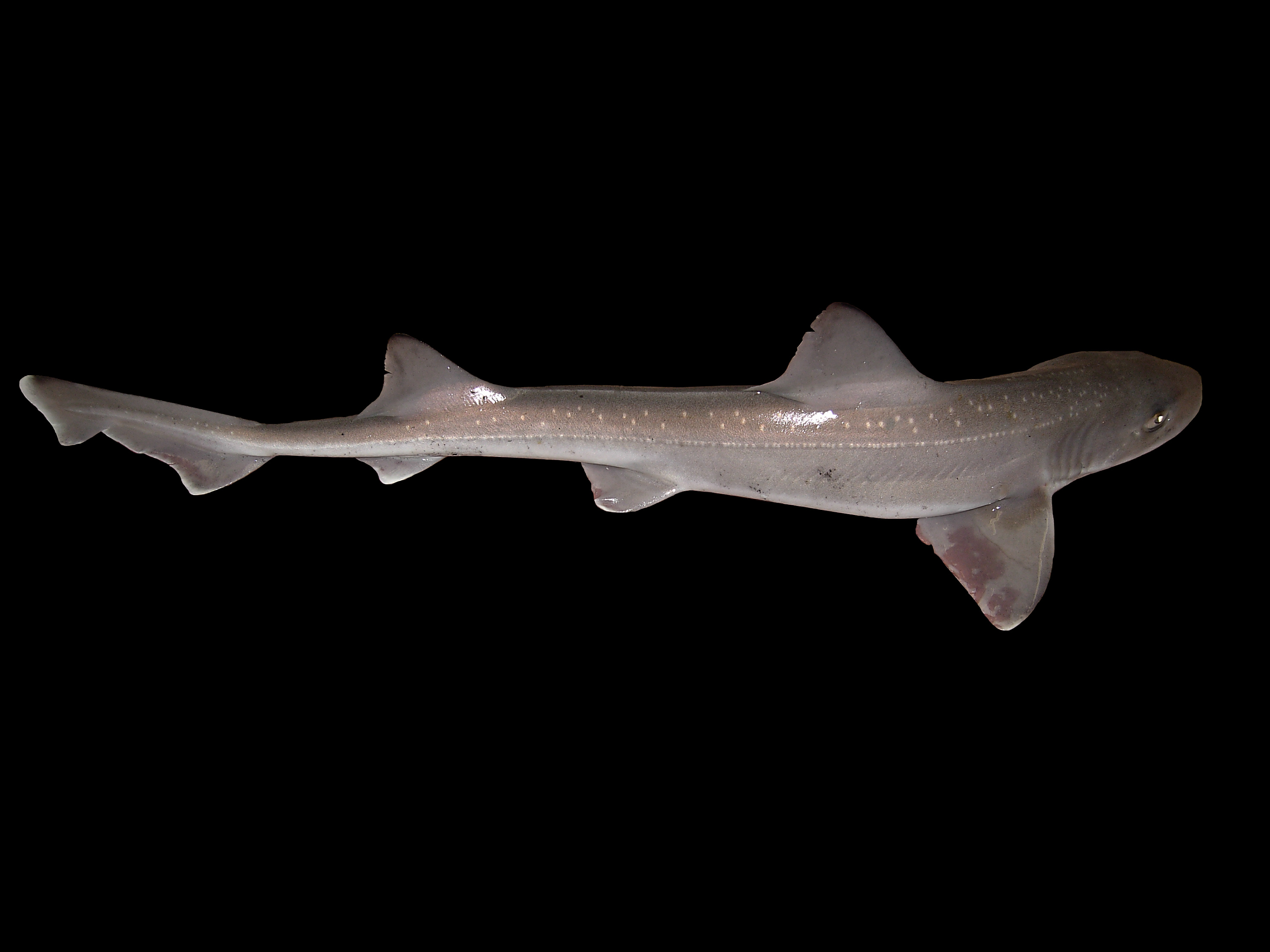
Mussola gravatja (Mustelus asterias)

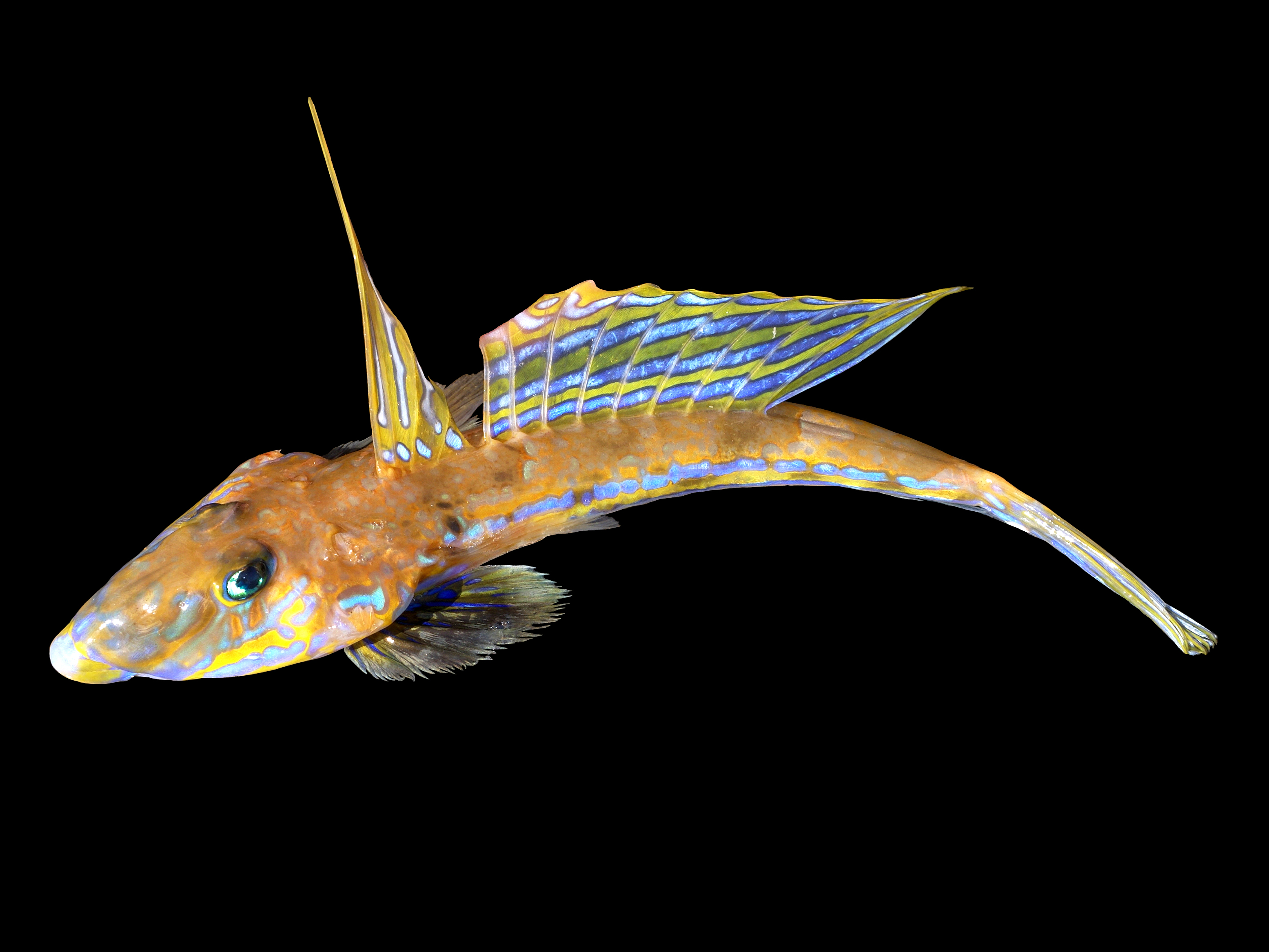
Dragó lira (Callionymus lyra)

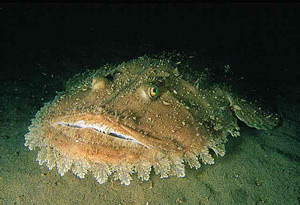
Rap vermell (Lophius budegassa)

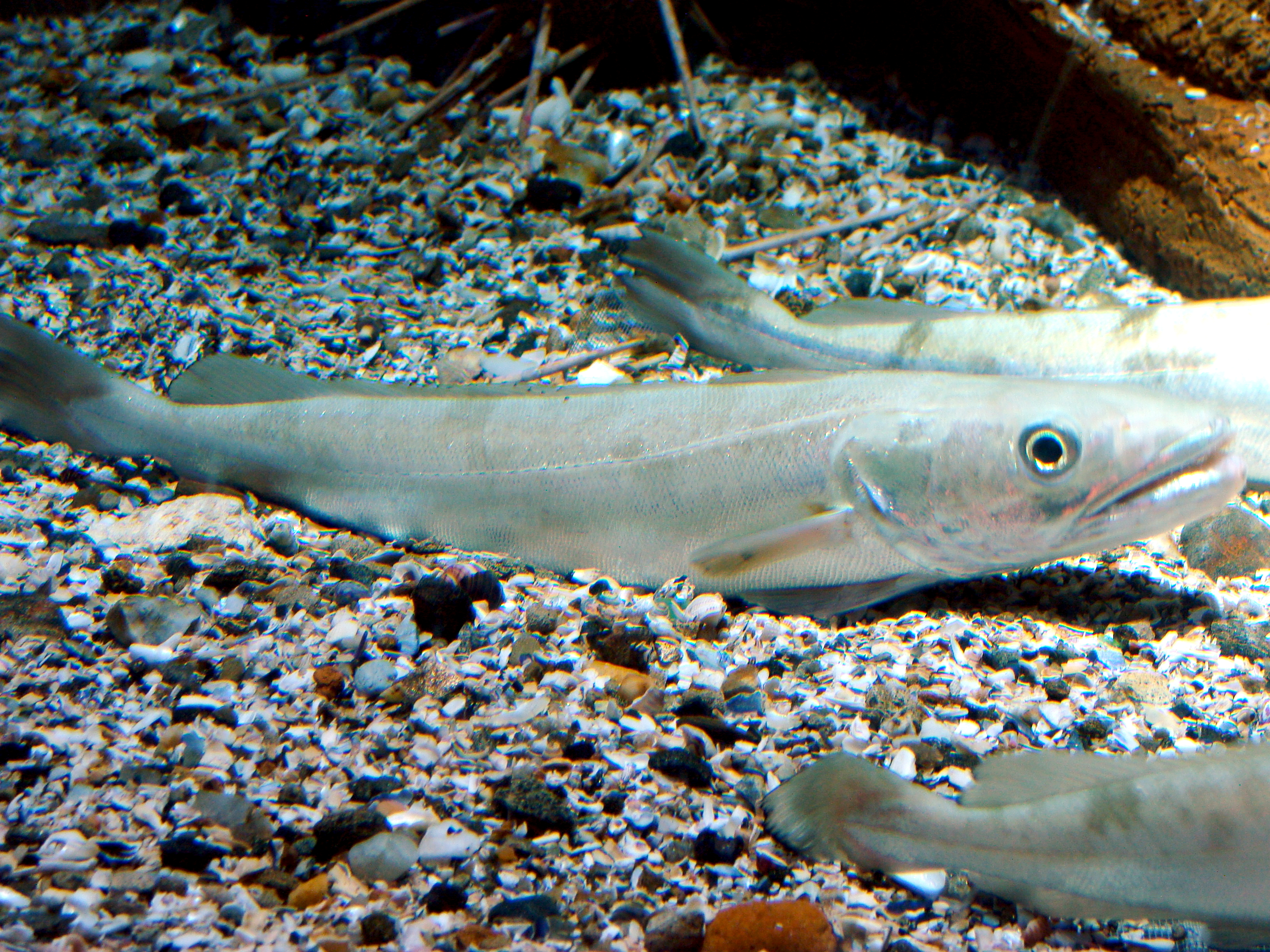
Lluç europeu (Merluccius merluccius)

Círvia (Seriola dumerili)

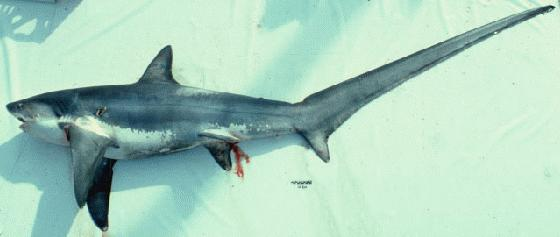
Peix guilla (Alopias vulpinus)

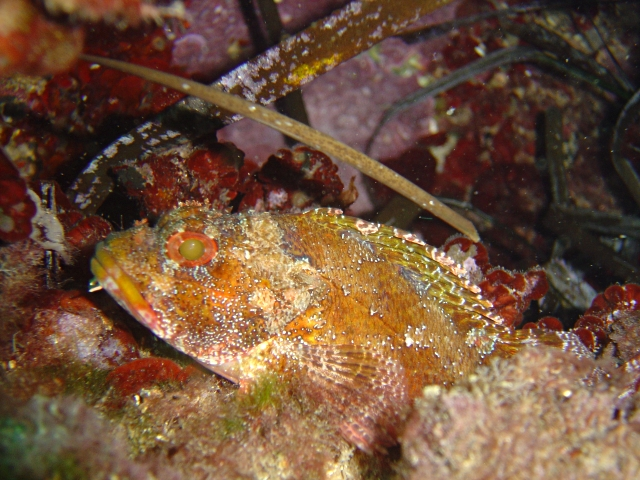
Scorpaena elongata

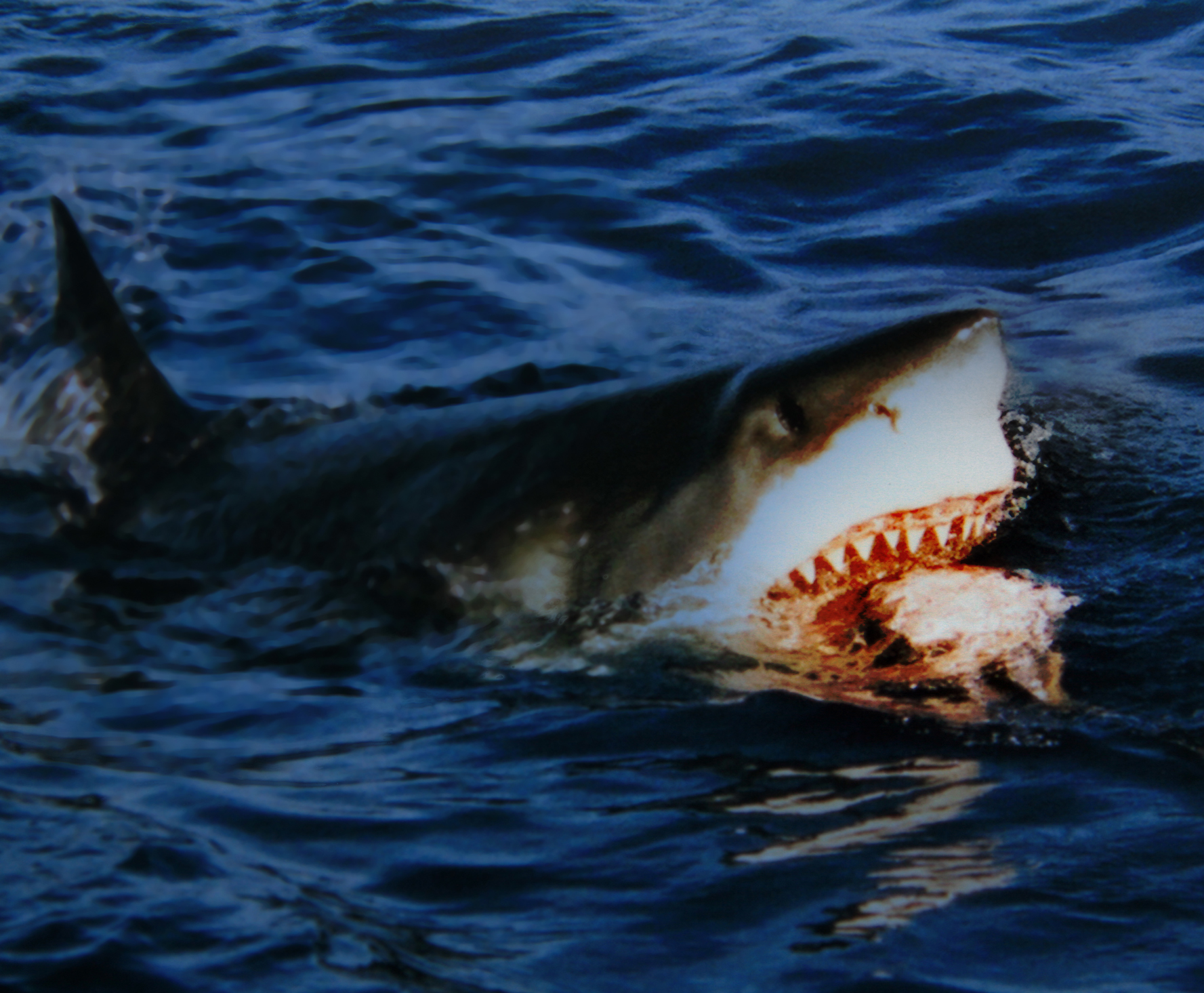
Tauró blanc (Carcharodon carcharias)

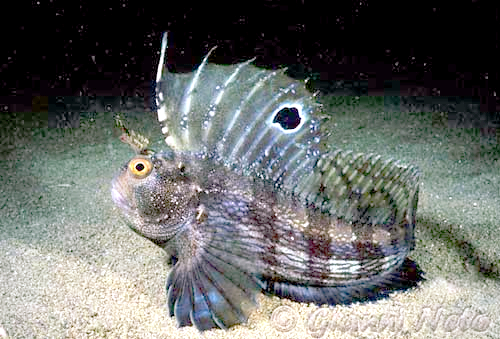
Ase mossegaire (Blennius ocellaris)

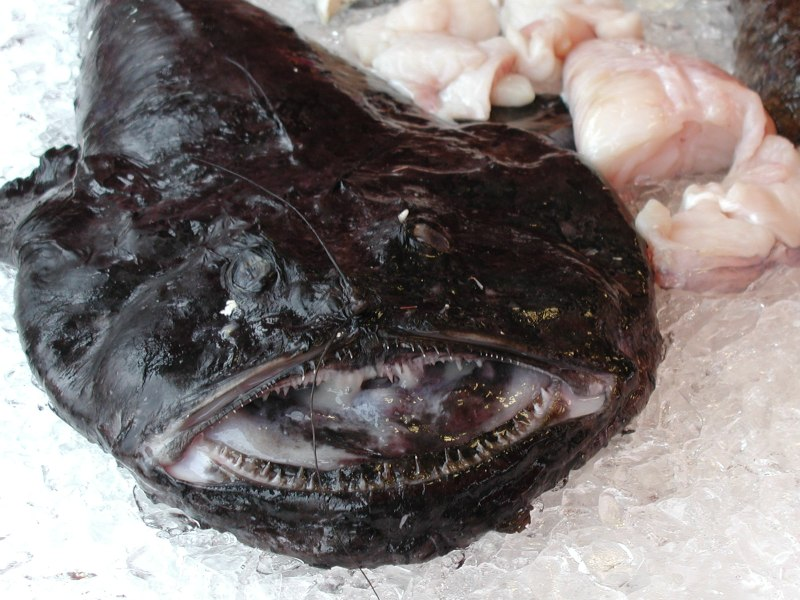
Rap (Lophius piscatorius)

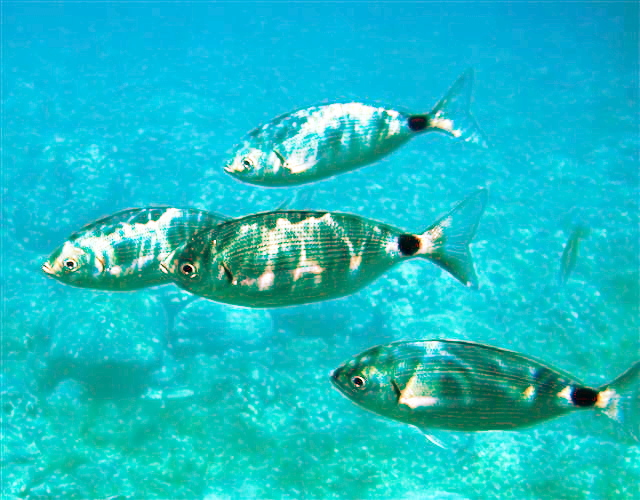
Oblada (Oblada melanura)

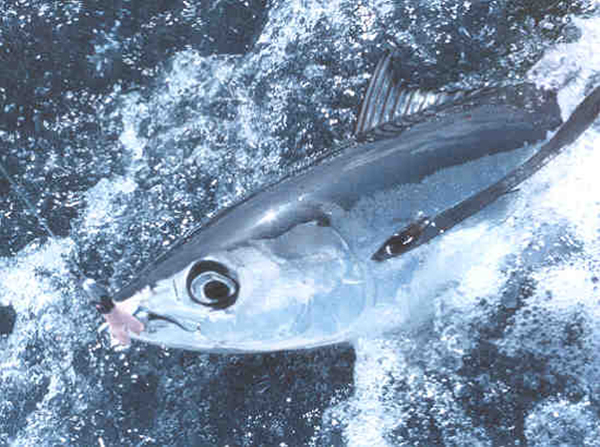
Tonyina blanca (Thunnus alalunga)

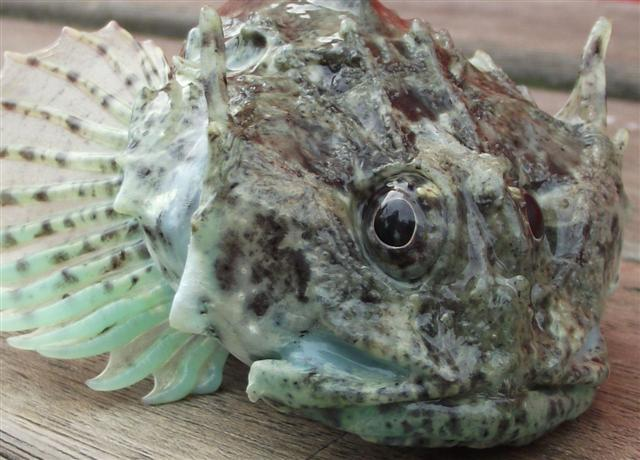
Escorpí de mar d'espines llargues (Taurulus bubalis)

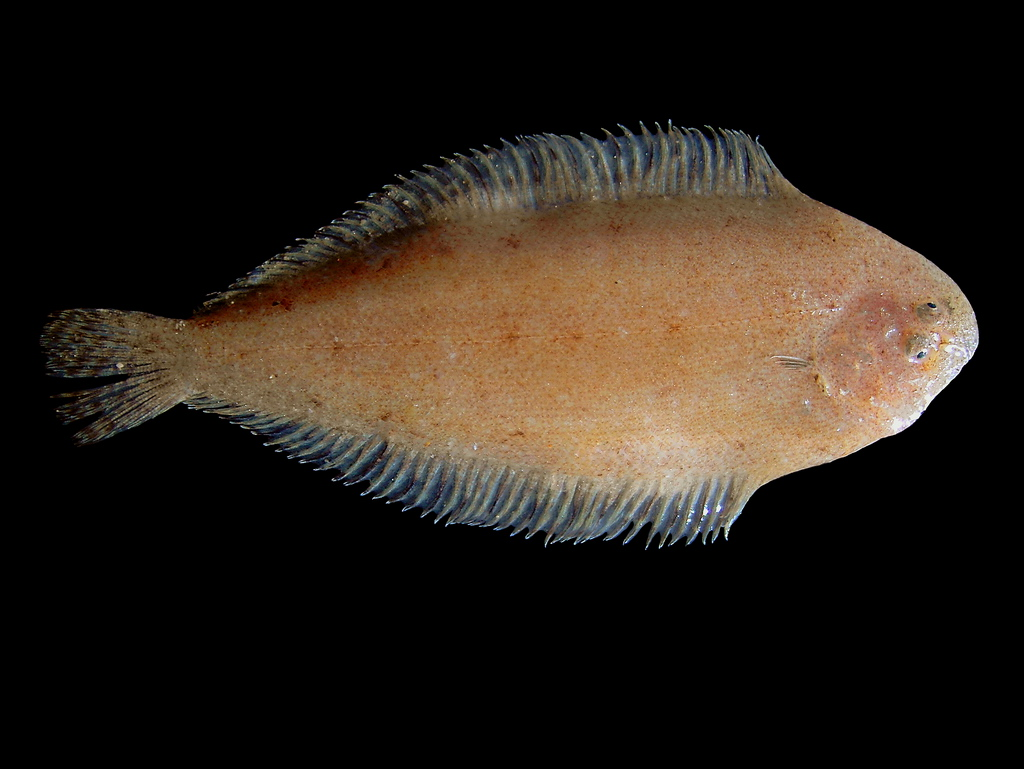
Palaí xic (Buglossidium luteum)

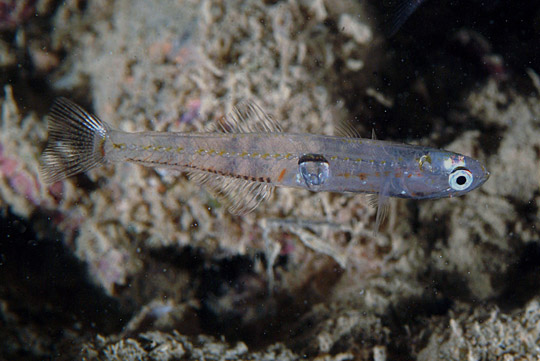
Xanguet (Aphia minuta)

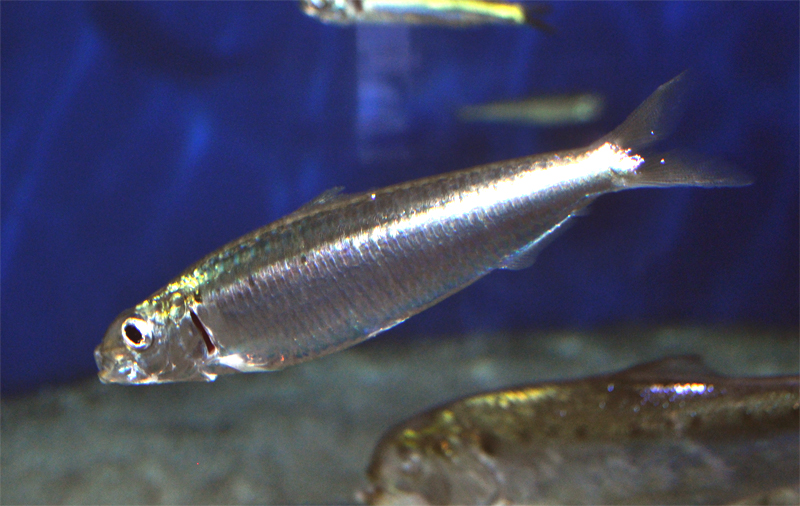
Sardina (Sardina pilchardus)

Aquesta llista de peixos de Mònaco inclou 286 espècies de peixos que es poden trobar actualment a Mònaco ordenades per l'ordre alfabètic de llur nom científic.

## A
- Acanthocybium solandri
- Acipenser sturio
- Alepocephalus rostratus
- Alopias superciliosus
- Alopias vulpinus
- Alosa alosa
- Alosa fallax
- Anguilla anguilla
- Anthias anthias
- Aphia minuta
- Apletodon dentatus
- Apogon imberbis
- Apterichtus anguiformis
- Apterichtus caecus
- Arctozenus risso
- Argentina sphyraena
- Argyropelecus hemigymnus
- Argyrosomus regius
- Ariosoma balearicum
- Arnoglossus imperialis
- Arnoglossus kessleri
- Arnoglossus laterna
- Arnoglossus rueppelii
- Arnoglossus thori
- Atherina boyeri
- Atherina hepsetus
- Aulopus filamentosus
- Auxis rochei

## B
- Barbus barbus
- Bathophilus nigerrimus
- Bathypterois dubius
- Belone belone
- Benthosema glaciale
- Blennius ocellaris
- Boops boops
- Bothus podas
- Buglossidium luteum

## C
- Callanthias ruber
- Callionymus lyra
- Callionymus risso
- Campogramma glaycos
- Capros aper
- Caranx crysos
- Caranx hippos
- Carapus acus
- Carcharhinus brachyurus
- Carcharhinus brevipinna
- Carcharhinus limbatus
- Carcharhinus plumbeus
- Carcharias taurus
- Carcharodon carcharias
- Centracanthus cirrus
- Centrophorus granulosus
- Centrophorus uyato
- Centroscymnus coelolepis
- Cepola macrophthalma
- Ceratoscopelus maderensis
- Cetorhinus maximus
- Chauliodus sloani
- Cheilopogon heterurus
- Chelidonichthys cuculus
- Chelidonichthys obscurus
- Chimaera monstrosa
- Chlorophthalmus agassizi
- Chromis chromis
- Conger conger
- Coris julis
- Coryphaena hippurus
- Ctenolabrus rupestris
- Cubiceps gracilis
- Cyclothone braueri
- Cyclothone pygmaea

## D
- Dalatias licha
- Dalophis imberbis
- Dasyatis centroura
- Dasyatis pastinaca
- Dasyatis tortonesei
- Dentex dentex
- Dentex macrophthalmus
- Diaphus holti
- Diaphus metopoclampus
- Diaphus rafinesquii
- Dicentrarchus labrax
- Diplecogaster bimaculata
- Diplodus annularis
- Diplodus cervinus
- Diplodus puntazzo
- Diplodus sargus sargus
- Diplodus vulgaris
- Dipturus batis
- Dipturus oxyrinchus
- Dysomma brevirostre

## E
- Echelus myrus
- Echinorhinus brucus
- Electrona risso
- Engraulis encrasicolus
- Esox lucius
- Etmopterus spinax
- Euthynnus alletteratus
- Eutrigla gurnardus
- Evermannella balbo
- Exocoetus obtusirostris
- Exocoetus volitans

## G
- Gadella maraldi
- Gadiculus argenteus
- Gaidropsarus biscayensis
- Galeorhinus galeus
- Galeus melastomus
- Glossanodon leioglossus
- Gnathophis mystax
- Gobius niger
- Gobius paganellus
- Grammonus ater
- Gymnothorax unicolor
- Gymnura altavela

## H
- Halobatrachus didactylus
- Helicolenus dactylopterus
- Heptranchias perlo
- Hexanchus griseus
- Hippocampus guttulatus
- Hippocampus hippocampus
- Hirundichthys rondeletii
- Hoplostethus mediterraneus
- Hygophum benoiti
- Hygophum hygomii

## I
- Istiophorus albicans
- Isurus oxyrinchus

## K
- Katsuwonus pelamis

## L
- Labrus merula
- Labrus mixtus
- Lamna nasus
- Lampanyctus crocodilus
- Lampanyctus pusillus
- Lepadogaster candolii
- Lepadogaster lepadogaster
- Lepidion lepidion
- Lepidopus caudatus
- Lestidiops pseudosphyraenoides
- Lestidiops sphyrenoides
- Leucoraja circularis
- Leucoraja fullonica
- Leucoraja naevus
- Lichia amia
- Lithognathus mormyrus
- Lobianchia dofleini
- Lophius budegassa
- Lophius piscatorius
- Lophotus lacepede

## M
- Maurolicus muelleri
- Merluccius merluccius
- Microchirus variegatus
- Microstoma microstoma
- Mobula mobular
- Monochirus hispidus
- Mora moro
- Mullus barbatus barbatus
- Mullus surmuletus
- Muraena helena
- Mustelus asterias
- Mustelus mustelus
- Mustelus punctulatus
- Myctophum punctatum
- Myliobatis aquila

## N
- Nansenia oblita
- Naucrates ductor
- Nemichthys scolopaceus
- Nerophis ophidion
- Nettastoma melanurum
- Nezumia aequalis
- Nezumia sclerorhynchus
- Notoscopelus elongatus

## O
- Oblada melanura
- Odontaspis ferox
- Ophichthus rufus
- Ophidion barbatum
- Ophisurus serpens
- Orcynopsis unicolor
- Oxynotus centrina

## P
- Pagellus acarne
- Pagellus bogaraveo
- Pagellus erythrinus
- Pagrus pagrus
- Parablennius gattorugine
- Parablennius sanguinolentus
- Parablennius tentacularis
- Paralepis coregonoides
- Parophidion vassali
- Petromyzon marinus
- Phycis blennoides
- Phycis phycis
- Physiculus dalwigki
- Polyprion americanus
- Pomatoschistus bathi
- Pomatoschistus marmoratus
- Pomatoschistus quagga
- Prionace glauca
- Pseudocaranx dentex
- Pteromylaeus bovinus

## R
- Raja asterias
- Raja brachyura
- Raja clavata
- Raja miraletus
- Raja montagui
- Raja polystigma
- Raja radula
- Raja rondeleti
- Raja undulata
- Ranzania laevis
- Rhinobatos cemiculus
- Rhinobatos rhinobatos
- Rhinoptera marginata
- Rostroraja alba
- Ruvettus pretiosus

## S
- Salaria pavo
- Sarda sarda
- Sardina pilchardus
- Sardinella aurita
- Sarpa salpa
- Sciaena umbra
- Scomber scombrus
- Scomberomorus tritor
- Scophthalmus maximus
- Scophthalmus rhombus
- Scorpaena elongata
- Scorpaena maderensis
- Scorpaena notata
- Scorpaena porcus
- Scorpaena scrofa
- Scyliorhinus canicula
- Scyliorhinus stellaris
- Seriola dumerili
- Serranus cabrilla
- Serranus scriba
- Somniosus rostratus
- Sparus aurata
- Sphyrna lewini
- Sphyrna mokarran
- Sphyrna zygaena
- Spicara maena
- Spondyliosoma cantharus
- Sprattus sprattus
- Squalus acanthias
- Squalus blainville
- Squatina aculeata
- Squatina oculata
- Squatina squatina
- Stomias boa boa
- Stromateus fiatola
- Sudis hyalina
- Symbolophorus veranyi
- Symphodus cinereus
- Symphodus mediterraneus
- Symphodus melops
- Symphodus ocellatus
- Symphodus roissali
- Symphodus rostratus
- Symphodus tinca
- Syngnathus abaster
- Syngnathus acus
- Syngnathus phlegon
- Syngnathus typhle
- Synodus saurus

## T
- Taurulus bubalis
- Tetrapturus belone
- Thalassoma pavo
- Thunnus alalunga
- Thunnus thynnus
- Torpedo marmorata
- Torpedo nobiliana
- Torpedo torpedo
- Trachinotus ovatus
- Trachipterus trachypterus
- Trachurus mediterraneus
- Trachurus picturatus
- Trachurus trachurus
- Trachyrincus scabrus
- Trichiurus lepturus
- Trigloporus lastoviza
- Tylosurus acus imperialis

## U
- Umbrina canariensis
- Umbrina cirrosa

## V
- Vinciguerria attenuata
- Vinciguerria poweriae

## X
- Xiphias gladius

## Z
- Zeus faber
- Zu cristatus[1]